# 삼김시대

대한민국의 시계열적 정당 지도

삼김시대는 대한민국 정부 수립 이후 1970년대부터 2000년대 초반까지 김대중, 김영삼, 김종필이 한국 정계에서 막강한 권력을 행사했던 시대를 의미한다. 이들은 모두 일제강점기 시절인 1920년대에 출생하여 이승만 정부 ~ 박정희 정부 시절 정계에 입문하였다. 박정희 정부 시절 김대중과 김영삼은 야당의 대표인사로 박정희 정권에 저항하였고, 김종필은 박정희 정권에서 총리를 맡으며 2인자로 불리다 잠시 박정희와 결별 후 민주공화당 총재를 맡기도 했었다. 10.26 사건 이후 1980년 서울의 봄 시기 삼김은 규합하여 민주화를 도모하였으나, 12.12 군사반란과 5.17 쿠데타로 신군부 세력이 집권하면서 김대중은 사형, 김영삼은 가택연금, 김종필은 체포 및 정치 활동을 금지당했다. 1987년 6월 항쟁으로 제5공화국이 막을 내린 이후에도 이들은 2000년대 전반기까지 정계에서 활동하며 막강한 영향력을 행사하며 삼김이 발탁한 이들로 이루어진 계파는 현재 대한민국 정치 지형의 주축이 되었다.
1998년 김영삼이 대통령직에서 퇴임하면서 삼김 중 가장 먼저 정계를 은퇴하였으며, 2003년 김대중이 대통령직 퇴임 이후 정계를 은퇴하였고 마지막까지 활동하던 김종필도 2004년 제17대 국회의원 선거 낙선 이후 정계를 은퇴하였다.

## 제3공화국~제5공화국(박정희~전두환)

### 박정희 군사 정권과 전두환 신군부 아래에서의 김종필
김종필은 박정희와 함께 5.16 군사정변에 참여하여 쿠데타로 장면 정권을 무너뜨리고 권력을 찬탈했다. 이 후 박정희 정권 내에서 초대 중앙정보부장을 역임하였으나 공화당의 내분에 대한 책임을 지고 잠시 정계를 은퇴하였다. 그러나 1971년 정계 복귀를 선언한 뒤 공화당 부총재직에 임명되어 제8대 국회의원에도 당선되었으며, 같은 해 6월 제11대 국무총리에 취임하였다. 1972년 10월 유신 이후 제4공화국 아래서 정치 활동을 지속하였으나, 1979년 10.26 사건으로 박정희가 암살당하면서 유신 체제도 막을 내렸다.
김종필은 박정희 사후 1개월 뒤인 1979년 11월 공화당의 임시 총재를 맡아 정계 활동을 이어갔으나 12.12 쿠데타 이후 정권을 장악한 신군부는 김종필을 부정축재자로 규정하고 5.17 당일 중앙정보부 서빙고분실로 연행하였으며, 정치활동금지법을 제정하여 김종필의 정치활동을 금지시켰다. 김종필은 석방 후 정계 은퇴를 선언한 뒤 미국으로 출국했다.
이후 구 공화당계와 유신정우회계 인사들은 김종철, 이만섭을 중심으로 한국국민당을 조직하였으나 박정희에 대한 부정적인 인식 및 구 3공화국 유신 인사들에 대한 부정축재 혐의 처벌 등으로 충청도와 수도권 일부, 전국구 몇 석에만 의존하여 6월 항쟁으로 신군부가 막을 내리기 이전까지 명맥을 유지하였다.

### 김대중-김영삼의 민주화 투쟁
한편 김대중과 김영삼은 유신 정권 이래로 계속해서 민주화 투쟁에 나섰다. 김대중은 1961년 5월 14일 강원도 인제 보궐 선거에서 처음으로 정계에 데뷔하게 되지만, 곧 이어 닥친 5.16 쿠데타로 국회가 해산되어 의원직을 수행하지 못하였다. 1963년에 민주당 소속으로 목포에서 제6대 국회의원에 선출되어 본격적으로 정치에 복귀하였고 야당의 지도자급 인물이 되어 1971년 제7대 대통령 선거에 신민당 후보로 출마하였으나 539만표를 얻어 634만표를 얻은 박정희에게 패배하였다. 당시 대선에서 김대중과 신민당은 100만표 이상 조작된 부정선거라고 주장하였다. 1973년에는 중앙정보부에 의해 김대중 납치사건이 일어나기도 했다.
또한 김영삼은 1954년 28세의 나이에 제3대 국회의원에 당선되는데, 이후 김대중과 더불어 군부 독재 시대의 야당 지도자로서 민주당 원내총무, 민정당 대변인, 신민당 원내총무로 활동하며 민주화 운동을 이끌었다. 김영삼은 박정희 정권 시절 초산 테러 사건 등의 탄압을 받았으며, 1979년 10월의 미국 타임지와의 인터뷰에서 미국에 박정희 정권에 대한 지지를 철회할 것을 강력히 주장하였다. 박정희 정권은 이 발언을 문제삼아 의원직 제명 파동을 일으켜 이것이 부마항쟁을 촉발시키는 계기가 되었다.
1980년에는 신군부 세력이 김대중을 비롯한 민주화 운동가 20여 명이 북한의 사주를 받아 내란음모를 계획하고, 광주 민주화 운동을 일으켰다는 혐의를 조작해 사형을 선고 받았다. 그러나 교황 요한 바오로 2세 등의 구명 서신과 로널드 레이건 미국 대통령으로부터 압력으로 전두환은 1982년에 김대중에게 망명 권유를 하여 그 해 12월 형 집행정지로 출소하여 미국으로 출국했다.
1983년 5월 18일에 김영삼은 광주 민주화 운동 3주기를 맞이하여 민주화 5개항을 요구하는 성명을 발표하고는, 전두환 정권의 야당인사 탄압에 저항하는 의미에서 23일간 단식투쟁에 돌입하였다. 이듬해인 1984년 5월 18일에는 5.18 민주화 운동 4주년을 맞이하여 김영삼과 김대중은 민주화추진협의회를 발족시키고 신한민주당을 창당하였다. 1985년에 실시된 제12대 국회의원 총선거에서 신한민주당이 제1야당으로 올라서자, 김영삼과 김대중은 대통령 직선제 개헌을 요구하였으며, 재야인사 150여명과 함께 고문저지 보고대회후 민추협 사무실에서 철야농성에 가담하였다.
1986년 11월 5일, 김대중 상임고문이 조건부 대선불출마 선언을 하자, 다음날인 11월 6일, 김영삼은 직선제 개헌만 된다면 김대중 고문을 지지할 의사가 있다고 밝혔다. 김영삼은 11월 6일 오후 서독의 헬무트 콜수상을 면담하면서 김대중이 이미 불출마 결심을 밝혔지만 그가 사면, 복권되면 출마하도록 권유하겠다는 의사를 밝히기도 했다.

### 6월 항쟁과 제13대 대통령 선거
1987년 6월 민주 항쟁 이후 신군부의 항복과 대통령 직선제 개헌 선언으로 박정희-전두환으로 이어지던 오랜 군사 독재가 막을 내리게 되었다. 곧이어 김대중과 김영삼이 공동 대표로 있는 민주화추진협의회를 구심점으로 민주진영의 세가 구축되었다. 그리고 김영삼은 통일민주당 총재로 취임하게 된다. 그러나 제13대 대통령 선거를 앞두고 김대중과 김영삼은 대통령 후보 단일화에 실패하게 된다. 1987년 10월 10일 통일민주당을 장악한 김영삼은 대통령 선거 출마를 발표하고 나서자 당내 경선에서 절대적으로 불리한 위치에 놓여있던 김대중은 10월 18일 통일민주당을 탈당하였다. 김대중은 11월 12일에 독자적으로 평화민주당을 창당해 대표 겸 13대 대통령 후보로 선출되었지만, 계속된 협상에도 통일민주당의 김영삼 후보와 끝내 후보 단일화를 이루지 못한 채 12월 16일에 제13대 대통령 선거에 출마하고는 김영삼과 김대중으로 야권의 표가 양분되어 전두환의 뒤를 잇는 군부 출신의 노태우에게 간발의 차이로 밀려 동시에 2, 3등으로 낙선하고 만다.
한편 신군부의 정치정화법에 묶였던 김종필 역시 1987년 해금되어 정계에 다시 진출하게 된다. 1987년 6·29 선언 직후, 김종필은 10월 30일 창당대회와 대통령 후보 지명대회를 열어서 신민주공화당을 창당하였으며 이로써 한국국민당은 자연스럽게 흡수되었다. 그리고 신민주공화당은 13대 대통령 선거를 앞두고 당 총재와 대통령 후보에 김종필을 지명했다. 김종필과 구 공화당계 인사들은 박정희 정권의 경제성장을 환기시키며 전국 유세에 돌입하였으나 12월 선거에서 180만표를 얻어, 노태우, 김영삼, 김대중에 이어 4위를 기록하여 낙선하였다. 신민주공화당은 1987년 대통령 선거 직전 김영삼과 김대중의 분열로 원내 제2당으로 격상되었으나 다음 해 제13대 총선에서는 평화민주당과 통일민주당에 이어 제3야당이 되었다.

## 제6공화국출범

### 3당 합당과 민주자유당의 출현
1987년 대선 당시 김대중이 평화민주당을 창당하면서 젊은피 수혈이라는 정책을 펴서 학생운동권 중 민족 해방 계열 출신 청년 정치지망생들을 대량으로 영입하면서 통일민주당의 영향력은 감소했고, 충격을 받은 김영삼 또한 대선 실패 이후 다른 재야 인사 및 운동권 계열 인사 영입에 박차를 가하게 되었다. 1988년 제13대 국회의원 선거에서는 김대중의 평화민주당이 제1야당이 되었다. 김영삼의 통일민주당은 부산, 경상남도 지역에서만 압승을 거뒀을 뿐 수도권 지역에서는 패배하여 제2야당이 되고 말았다. 그해 4월에는 인권변호사로 유명한 노무현을 정치계에 발탁하기도 하였다.
이후 여소야대 정국에서 위기감을 느끼던 노태우 대통령의 민주정의당, 제2야당의 지위에 불만족을 느끼던 중 측근인 서석재의 구속으로 마음을 굳힌 김영삼의 통일민주당, 그리고 내각제 개헌을 노리고 있던 김종필의 신민주공화당이 물밑 협상을 시작하였다. 김영삼은 분열된 야당으로는 집권의 소망이 보이지 않았고 3당 통합을 계기로 기득권세력이 누리는 기본적인 고정 지지표와 충분한 정치자금을 확보하게 된다면 차기집권의 가능성이 있다고 판단하였다. 협상 끝에 1990년 1월, 세 당은 전격적으로 합당하여 민주자유당을 창당하였고, 김영삼은 민주자유당의 대표로 취임하였다.
3당합당으로 민주자유당에 입당하면서 김영삼은 이것이 구국적 결단이라고 주장하였다. 김영삼 총재가 3당 합당 당시 "구국의 차원에서 통일민주당을 해체합니다. 이의 없습니까? 이의가 없으므로 통과됐음을…."이라고 말하는 순간 갑자기 노무현이 일어나 오른손을 번쩍 들며 "이의 있습니다. 반대 토론을 해야 합니다"라고 외쳤다. 이후 그는 김영삼의 3당 합당 참여를 민주화 운동에 대한 배신으로 규정해 자신의 후원자였던 김영삼과 결별하였다. 김영삼은 곧 집권여당의 관리자가 됨과 동시에 노태우 대통령 다음가는 당내 2인자의 자리를 차지하게 된다. 곧이어 1990년 1월 30일, 김영삼은 민주자유당 대표최고위원에 선임되고 7월 다시 당대표로 선출되었다.
이에 김대중은 3당 합당을 민주화 진영 전체를 모욕하는 3당 야합이라며 반대하고 투쟁을 선언하며 규탄하였다. 사실 노태우, 김종필 등과의 3당 합당 과정에는 내각제 이면합의가 있었다. 노태우, 김영삼, 김종필 3인이 서명한 소위 "내각제 합의문"(內閣制 合意文)은 같은해 5월 9일 민자당 제1차 전당대회가 개최되기 직전인 5월 6일에 작성된 것으로 그 내용은 1. 의회와 내각이 함께 국민에게 책임지는 의회민주주의의 구현, 2. 1년 이내에 의원 내각제로 개헌, 3. 이를 위해 금년 중에 개헌작업에 착수한다는 내용을 담고 있었다.
김대중은 이에 반발하여 1990년 10월 8일에는 삼당합당을 성토하고 내각제합의 폐기, 지방자치제 실시 등을 외치며 단식투쟁에 들어갔다. 10월 29일, 김대중은 김영삼 민자당 대표와 만나 내각제합의 폐기와 지방자치제 실시에 대한 약속을 받고 단식투쟁을 그만두었다. 이후 김대중은 노무현등 민자당에 합류하지 않은 통일민주당 잔류 세력등과 함께 민주당을 창당하였다. 이듬해 1991년 대한민국 지방 선거가 치러지지만 한국외국어대학교에서 일어난 정원식 국무총리 폭행사건으로 인해 참패하게 된다. 김대중은 1991년 4월 15일에 평화민주당을 신민주연합당으로 확대, 재개편한 후 당 총재에 취임했고, 곧 이기택이 총재로 있던 민주당과 합당하여 통합 민주당을 출범시켰다.

### 제14대 대통령 선거
김영삼은 3당 합당 당시의 내각제 이면 합의를 무시하고, 노태우를 압박하여 이를 백지화하였다. 또한 노태우가 박철언을 후계자로 삼으려 하자 강하게 반발하여 무산시켰다. 그 뒤 일부 민정계와 공화계 의원들의 반발을 누르고 민주자유당의 대통령 후보가 되었으며, 5월 18일에 민자당 대표 최고위원에 재취임하였고 결국 제14대 대통령 선거에 민주자유당의 후보로 출마하였다. 한편 김대중은 1992년 5월 15일의 민주당 전당대회에서 제14대 대통령 후보로 지명되었다. 이튿날 출마를 선언했고, 이후 26일 민주당의 대통령 후보로 선출되었다.
1992년 14대 대선 당시 선거는 김영삼, 김대중, 정주영 후보의 3파전이었다. 그런데 김기춘을 비롯한 김영삼 측 선거대책회의 참석자들은 "우리가 남이가, 이번에 안 되면 영도다리에서 빠져 죽자"라는 등 지역 감정을 조장하는 발언을 해 크게 문제가 됐으며, 이런 사실을 폭로한 정주영 후보측은 불법 도청으로 인해 공격을 받았다. 이것이 이후 "초원복집 사건"으로 불리게 된다. 그러나 지역감정을 부추기는 초원복집 사건에 대한 폭로가 오히려 영남표를 집결시키는 역풍을 일으켰다. 선거 유세과정에서 나온 "우리가 남이가"라는 말이 유행했으며, 1992년 12월 18일 대한민국 제14대 대통령 선거에서 김영삼은 김대중을 193만표차로 꺾고 승리한다. 김대중은 선거 결과에 승복하며 12월 19일에 정계 은퇴 성명을 발표하였다.
민주자유당은 김영삼의 문민정부 출범 이후 신한국당으로 개명하고 다시 1997년에 한나라당으로 개명한 후, 2012년에 새누리당으로, 2017년에는 자유한국당으로 다시 개명하여 오늘까지 이르고 있다.

## 문민정부와 IMF 이후 그리고 제15대 대선

### IMF 경제위기
문민정부 임기 후반인 1997년 1월 7일, 김영삼은 연두 기자회견을 통해 노동법 개정은 반드시 시행해야 한다는 성명으로 노동계와 국민들의 거센 비난을 받았다. 이후 전국에서 노동법 개정반대 총파업이 벌어졌고 1월 23일에는 한보철강이 부도로 도산했다. 이때 한보회장 정태수는 구속되었고 한보사태 수사중 김영삼대통령의 아들 김현철씨가 한보비리에 연루되어 국민들의 지탄을 받았다. 1997년 2월, 뇌물수수 의혹을 받아온 김영삼의 차남 김현철이 뇌물수수 및 권력남용 혐의로 체포되었으며, 김영삼은 대국민 사과 성명을 발표하였다. 곧이어 한보 철강, 기아자동차 등의 도미노식 부도 사태가 발생했다. 이는 곧 경제위기로 이어져 IMF 구제금융으로 이어지게 된다.
1997년 12월, 김영삼 정부는 국제 통화 기금(IMF)에 금융 지원을 신청하였고 대한민국은 IMF에 의한 구제금융을 받게 되었다. 김영삼은 대통령 재직 중 줄곧 최소 10% 이상의 지지도를 기록하다가 임기 마지막 해에 가서야 IMF 외환위기로 8.4%의 지지율을 기록했다.

### DJP연합과 15대 대통령 선거
한편 김대중은 1993년 1월에 영국으로 출국하여 케임브리지 대학교 객원교수로 활동하다가 1993년 7월 귀국, 1994년 12월 아시아·태평양 민주지도자회의(FDL-AP, 통칭 아태재단)를 설립하고, 상임공동의장에 취임했다. 하지만, 1995년 6월 27일에 실시된 지방선거에서 민주당이 수도권을 장악하는 등 대승을 거두자 김대중의 정계복귀 요구는 더욱 구체화되었다. 1995년 7월 18일, 김대중은 정계복귀를 선언하였고, 민주당 탈당파들과 함께 새정치국민회의를 창당했다.
이후 김대중은 1996년 대한민국 제15대 국회의원 선거에서 새정치국민회의 비례대표 14번으로 출마하였으나 13번까지만 당선되어 낙선하게 된다. 당시 새정치국민회의가 79석밖에 얻지 못하는 참패를 당하자 야당의 차기 대권 가도에 적신호가 켜지게 된다. 이 때에 김대중의 정책참모기구였던 아태재단의 상임고문인 이강래는 호남 고립 구도를 깨기 위해서는 김종필의 자유민주연합(자민련)과 연합하는 방안을 보고서 형식으로 조언한다. 그러자 김대중은 군사정권의 후예인 자민련 김종필과의 단일화에 대한 고민을 시작한다.
그러나 1997년 5월 당시 야권에서는 김대중으로는 정권교체가 불가능하니 후보를 교체하자는 제3후보론 이야기도 나왔다. 하지만 국민회의 지지자들 다수는 받아들이지 않았고, 전당대회를 통해 김대중을 새정치국민회의 대통령 후보로 선출한다. 김대중은 정대철을 꺾고 국민회의 대통령 후보가 되었다. 또한 제15대 대선을 앞두고 신한국당에서는 이회창 대표가 대선 후보로 선출되었다. 당시 이회창 후보의 지지율은 50%에 육박하면서 소위 대세론이 힘을 얻고 있었다. 이에 1997년 11월 3일, 새정치국민회의는 내각제 개헌을 약속하며 김종필, 박태준과 후보 단일화에 합의한다. 이를 소위 DJP연합이라 부른다. 신한국당도 이에 대항해 11월 21일 민주당과 합당, 당명을 한나라당으로 개명하였고 삼김시대 청산을 내세우며 민주당의 조순 후보와 단일화를 이뤄낸다. 이때 김원기, 노무현 등 국민통합추진회의 소속 8명은 김대중의 새정치국민회의에 입당하게 된다.
결국 1997년 12월 18일, 대한민국 제15대 대통령 선거 개표 결과 김대중이 이회창을 39만여표 차로 누르고 제15대 대한민국 대통령으로 당선되었다. 이는 김영삼의 IMF 금융위기를 일으킨 경제 정책에 대한 실정과, 이회창 아들의 병역비리, 그리고 김종필과의 단일화와 이인제로 인한 보수 표의 분산 등이 복합적으로 작용한 것으로, 군사 독재에서 이어지던 세력을 이기고 사실상 첫 정권 교체에 성공한 것이다. 1997년 12월, 국가안전기획부(국가정보원)는 김대중 당시 국민회의 총재 겸 대통령 후보의 당선을 저지하기 위해 정치 공작을 자행하였는데, 1998년 3월 국가 안전 기획부와 검찰의 공동 조사에 따르면 이 사건을 당시 국가안전기획부 부장이었던 권영해가 주도한 것으로 밝혀졌다.

## 국민의 정부 이후와 삼김시대의 종말

### 경제위기 극복과 햇볕정책
김영삼은 1998년 2월 25일, 김대중에게 대통령직을 물려주고 상도동 자택으로 퇴임하였다. 그러나 퇴임 직후 불거져 나온 아들 김현철의 비리, 측근이자 인척인 홍인길 등의 뇌물수수 사건으로 잠시 매끄럽지 못한 나날을 보냈다.
김대중의 국민의 정부는 김영삼의 문민정부 말년에 발생한 IMF 외환위기 사태를 극복해야 하는 숙제를 취임 초부터 떠안게 되었다. IMF로부터 구제 금융을 받는 대가로 강도 높은 기업 구조조정 실시를 요구받았고, 기업 투명성 강화와 부채비율 축소정책을 추진하여 일대 개혁을 단행했다. 그리하여 2001년 8월, 예상보다 3년을 앞당겨 IMF차입금을 195억불을 전액 상환했다. 이러한 경제위기 극복은 국민의 정부의 최대의 치적으로 평가되고 있다. 하지만 한국 전쟁 이래 최대 국난이라는 촌평답게 외환위기 사태 이후 한국 사회는 평생 직장 개념이 사라지고 명예퇴직으로 인해 수많은 중산층 가정이 몰락하는 일대 변혁을 가져오게 되었다. 또한 대북 포용정책인 이른바 햇볕정책도 김대중 정부 출범 직후부터 추진되었다. 1998년 6월 북한과 금강산 관광, 개발 사업에 합의했고 단독 사업자로 선정된 정주영 현대그룹 회장은 소떼를 몰고 판문점을 경유해 방북하여 김정일 국방위원장과 남북 경제협력에 대해 회의를 벌였다. 11월엔 첫 금강산 관광선인 금강호가 출항하게 되었고 1999년엔 대북 사업을 위해 현대아산을 설립, 평양에 체육관을 건설하는 등 대북 협력에 더욱 박차를 가하게 된다. 그리하여 2000년 6월 15일에는 평양에서 대한민국의 김대중 대통령과 조선민주주의인민공화국의 김정일 국방위원장이 정상회담을 진행하고 6.15 남북 공동선언을 발표했다. 그리하여 인권 향상과 남북 관계의 진전에 기여한 공로로 2000년 한국인 최초로 노벨 평화상을 수상하였다.

### 김종필과 자민련의 종말
DJP연합으로 김대중의 대선 승리에 기여한 김종필은 국민의 정부의 첫 국무총리로 임명되었다. 김종필은 DJP연합으로 합의된 연립정권의 한 축으로서 총리를 포함한 일부 각료의 인사권 등을 행사하였고 국민연금 등의 주요 정책은 직접 권한을 행사하며 챙기기도 했다. 그러나 집권 3년차였던 2000년부터 남북정상회담과 내각제 개헌 등을 놓고 김대중과 갈등하였고, 2001년 임동원 통일부 장관의 해임안에 자민련이 동조하면서 DJP연합은 붕괴되어 김대중과 정치적으로 결별하였다. 자민련 소속으로 국무총리 직을 수행하던 이한동은 총리직 사퇴를 거부하였고, 이로 인해 자민련에서 제명되었다.
한편 2000년 실시된 제16대 국회의원 선거에서 자민련은 17석을 얻는데 그쳐 원내교섭단체 구성에 실패하였다. 이듬 해인 2001년 DJP 연합이 붕괴되며 민주당과의 공조가 파기되자, 자민련은 소수 야당으로 전락하였다. 이한동은 자민련에서 제명당한 이후 국무총리직을 수행하다가 2002년 7월 사임한 뒤, 자민련으로 복당하지 않고 무소속으로 의원 활동을 하다 독자 신당인 하나로국민연합을 창당하여 활동하였다.
2001년 10월 김종필은 총재직에 복귀하여 2002년 지방선거 및 대통령 선거에 대한 전면적인 활동에 나설 계획이었지만, 2002년 1월 출마 선언 이후 낮은 지지율이 회복되지 않자 출마하지 않았다. 그는 한나라당 소속으로 출마한 이회창과 새천년민주당 소속으로 출마한 노무현 두 후보 모두 지지하지 않고 중립을 유지하였다. 2002년 12월 대선을 앞두고 노무현 당시 대선후보와 갈등 후 탈당하여 자민련으로 이적한 이인제 의원이 이회창 후보에 대한 지지를 표명하자, 김종필은 성명을 내고 "당의 뜻을 유념해달라" 며 자제를 요청하였다. 같은 해 열린 제3회 지방선거에서는 충청남도지사를 제외한 광역자치단체장 후보 전원이 낙선하였다.
2004년 3월 12일 새천년민주당과 한나라당의 주도로 노무현 대통령에 대한 탄핵안이 국회에서 발의되자 자민련 역시 이에 동조하였고, 김종필은 원론적으로는 탄핵을 반대하였으나 의원 개개인의 찬성 투표를 막지 않았다. 자민련 의원들 대부분이 탄핵에 찬성하였으나, 김종호 의원은 반대표를 던졌다. 그러나 탄핵안 가결 이후 탄핵을 반대하는 유권자들의 탄핵 역풍에 거세게 휘말렸다. JP는 사상 첫 10선 의원 당선을 노렸으나, 자민련은 고작 4석을 얻으며 명맥만을 유지하였으며 비례대표 득표율에서도 최소 득표율 3%에 0.2% 밀리면서 김종필을 포함한 비례대표 후보 전원이 낙선하게 된다. 김종필은 17대 총선 낙선 이후 총재직을 사퇴하고 정계은퇴를 선언했다. 그의 정계은퇴 선언 이후 자민련은 공중분해 되었으며 2006년 2월 한나라당에 흡수합당되었다.

### 삼김시대의 종말
삼김은 모두 정계에서 퇴장한 이후 좌/우파 진영의 원로로 활동하였다. 김영삼은 자유북한방송의 명예위원장을 맡았고, 민주동지회를 결성하여 과거 통일민주당과 문민정부에서 일했던 인사들을 상대로 신년 하례회 및 포럼을 개최하며 활동하였다. 김대중은 해외 강연 및 노벨평화상 관련 학술활동을 하였고, 2003년 11월에는 아시아 최초의 대통령 도서관인 김대중도서관을 개관하였다. 김종필은 정계 은퇴 이후 자민련을 탈당하였으며, 건강이 악화되어 삼김 중 가장 적은 대외 활동을 하였다. 2007년 제17대 대통령 선거에서 김영삼과 김종필은 한나라당 이명박 후보를 지지하였으며, 김대중은 대통합민주신당 정동영 후보를 지지하였다. 김종필은 이명박 선대위의 명예고문으로 위촉되어 한나라당에 직접 입당하였다.
2009년 8월 18일 김대중이 서거하였고, 생전 정치적 라이벌로 대립했던 김영삼은 직접 중환자실과 빈소를 찾아 위로방문을 하였다. 김종필 역시 조화를 보내 애도를 표했다. 김영삼은 이 후에도 몇년 간 정치원로로 활동하였으나, 2013년부터 뇌졸중 증상이 심각하게 악화되어 입원치료를 시작하였다. 김종필은 2008년 뇌졸중 증세를 보여 한 쪽 손이 마비되는 등 상태가 위태로웠으나, 건강을 회복하였다.
2015년 11월 23일 김영삼이 노환으로 서거했고, 김종필은 직접 휠체어를 타고 빈소에 조문하여 "신념의 지도자로 역사가 기억할 것" 이라는 방명록을 남겼다. 이 후 3년 뒤인 2018년 6월 23일, 김종필까지 노환으로 타계하면서 삼김시대는 역사 속으로 사라졌다.

## 일화
- 김영삼과 김대중은 박정희-전두환 정권 시절까지 야당에서 함께 민주화 투쟁을 하며 정치적인 협력관계에 있었으나, 1987년 제13대 대선 단일화 과정에서 정치적으로 결별한 이후 반목하였다. 양김은 공식석상에 함께 참석하는 것을 제외한 일체의 회동도 가지지 않았고, 뚜렷한 정치적 견해 차이를 보며 대립해왔다. 그러던 2009년 8월, 김영삼이 중환자실에 입원중이던 김대중을 직접 위로방문하여 극적으로 화해하였다. 당시 김영삼은 화해한 것이냐는 기자들의 질문에 "뭐 그렇게 봐도 좋죠. 이제 그럴 때도 된 것 아닙니까?" 라며 긍정적인 답변을 내놓았다.

- 김대중과 김종필은 박정희 정권 시절 대립하는 사이였으나, 1980년 서울의 봄 시기부터 정치적 경쟁자로 함께 활동하였다. 1997년 제15대 대통령 선거를 앞두고 김대중과 김종필은 DJP연합을 결성하여 대선에서 승리, 김종필은 국민의 정부 초대 국무총리로 활동하였다. 그러나 2001년 9월 DJP연합의 붕괴 이후 두 사람은 정치적으로 결별하게 되었으며, 이 후에는 역시 일체의 회동도 가지지 않았다. 김종필은 2009년 김대중의 서거 당시 직접 빈소에 조화를 보내 애도를 표했다.

- 김종필과 김영삼은 박정희 정권 시절 대립하는 관계였고, 1980년 서울의 봄 시기부터 함께 활동하다 1990년 3당 합당으로 함께 민주자유당을 창당했다. 김종필은 1992년 제14대 대통령 선거 당시 김영삼의 선거유세를 지원하며 그의 대통령 당선에 기여했으나, 문민정부 출범 이후 민자당 내 공화계의 위치가 악화되자 결국 1995년 김종필이 자유민주연합을 창당해 나가면서 정치적으로 결별하였다. 그러나 JP와 YS는 2000년대를 기점으로 화해하여 여러차례 회동을 가지는 등 관계를 회복하였다. 2015년 김영삼의 서거 당시 김종필은 직접 빈소에 조문하였다.

- 삼김 사이의 복잡미묘한 정치관계 때문에 삼김이 함께 회동을 한 건 국민의 정부 시기가 마지막이었다. 삼김이 마지막으로 함께 공식석상에 참석한 것은 2003년 2월 25일, 노무현 전 대통령 취임식 때가 마지막이었다.

- 제17대 대통령 선거 정국 당시 삼김은 정치적으로 크게 대립하는 모습을 주었다. 2006년 11월, 노무현이 김대중의 동교동 자택을 찾아 회동을 가졌는데 이는 현직 대통령의 첫 전직 대통령 사저 방문이었다. 이에 김종필과 김영삼은 한달 뒤 강남에서 직접 회동을 갖고 이례적으로 내용을 언론에 공개하였다.[33]

## 같이 보기
- 김대중
- 김영삼
- 김종필
- 삼김